# George James Allman
George James Allman (Cork, 1812 – Ardmore, Parkstone, Dorset, Anglaterra, 24 de novembre de 1898) fou un ecologista, botànic i zoòleg irlandès, especialitzat en organismes invertebrats marins i pioner en els estudis dels hidrozous i briozous, professor emèrit d'Història natural a la Universitat d'Edimburg, president de la Societat Linneana de Londres, membre escollit de la Royal Society, introductor del mol·lusc terrestre pulmonat Geomalacus maculosus com a nova espècie.

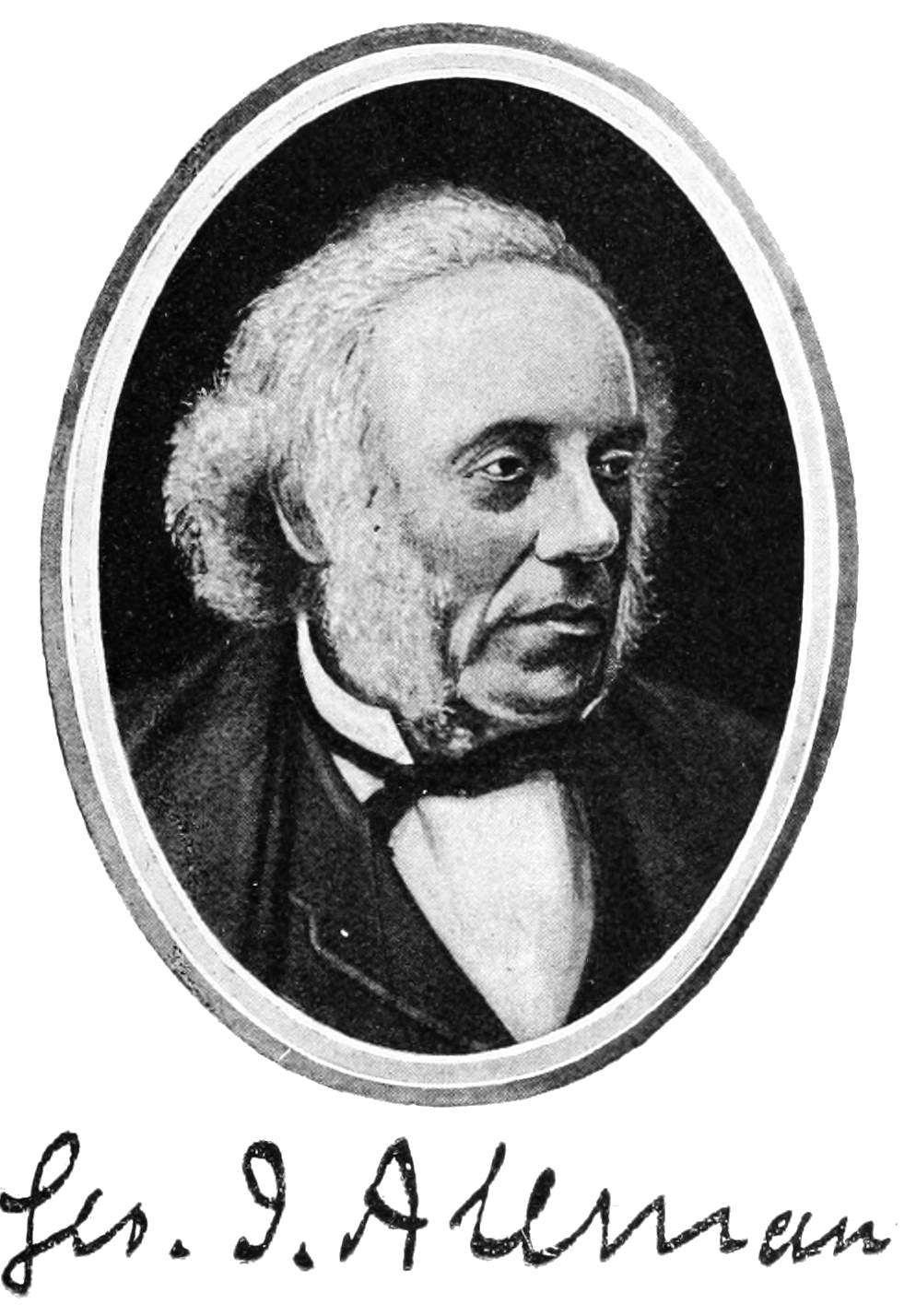
George James Allman i la seva signatura

Natiu de Cork, va estudiar a la Royal Academical Institution de Belfast i després va començar estudis de Dret, que abandonà per fer Ciències Naturals; el 1843, va obtenir el títol en Medicina a Dublín. Va ser nomenat professor de Botànica a la mateixa universitat, succeint al seu pare William Allman (1776-1846), on va romandre una dotzena d'anys fins a marxar a Edimburg com a professor d'Història Natural, on va estar fins al 1870 quan per raons de salut va renunciar a la seva càtedra i es va retirar al comtat de Dorset dedicant-se a l'horticultura.
Va escriure nombrosos articles científics i monografies com A monograph of the fresh-water polyzoa: including all the known species, both British and foreign (1856) o Report on the Hydroida dredged by H.M.S. Challenger during the years 1873-76 (1883), entre d'altres; entre 1871 i 1872, mitjançant la societat de publicacions científiques Ray Society, va publicar una monografia exhaustiva A monograph of the gymnoblastic or tubularian hydroids basada principalment en les seves pròpies recerques i il·lustrada per dibuixos realitzats per ell mateix sobre els hidrozous.
L'abreviatura «G.J.Allman» s'utilitza per indicar a George James Allman com a autoritat en la descripció i classificació científica dels vegetals i la Biologia li deu nombrosos termes, com endoderma i ectoderma per a les dues capes de cèl·lules de la superfície dels celenterats.